# حلم جميل (مسرحية)
حلم جميل هي مسرحية مصرية للفنان سامح حسين، سارة درزاوي، وعزت زين. 

## قصة
تدور أحداث مسرحية «حلم جميل» حول شاب صعلوك يجول في الشوارع ويرى أحد الأثرياء وهو ينتحر ويحاول إنقاذه فيتعرف عليه ويأخذه إلى منزله للعيش معه، ويظهر التباين بين الطبقات وسلوكهم وأفكارهم، وتتوالى الأحداث.

«حلم جميل» من بطولة سامح حسين، سارة درزاوى، عزت زين، رشا فؤاد، جلال هجرسي، ناجح نعيم، طارق راغب، دراماتورج طارق رمضان، ديكور حازم شبل، ملابس نعيمة عجمى، موسيقى هشام جبر، أشعار طارق على، إستعراضات ضياء شفيق، إضاءة أبو بكرالشريف، ومن إخراج إسلام إمام.

## وصلات خارجية
1. ↑  "مسرحية "حلم جميل" تعود يوميا على المسرح العائم  على موقع اليوم السابع". اليوم السابع. مؤرشف من الأصل في 13 سيبتمبر 2022. {{استشهاد ويب}}: تحقق من التاريخ في: |تاريخ أرشيف= (مساعدة)
2. ↑  "مسرحية "حلم جميل" عرض في الإسكندرية  على موقع الوطن". الوطن. مؤرشف من الأصل في 13 سيبتمبر 2022. {{استشهاد ويب}}: تحقق من التاريخ في: |تاريخ أرشيف= (مساعدة)
3. ↑  "العرض المسرحي "حلم جميل" للنجم سامح حسين  على موقع الوفد". الوفد. مؤرشف من الأصل في 13 سيبتمبر 2022. {{استشهاد ويب}}: تحقق من التاريخ في: |تاريخ أرشيف= (مساعدة)